# Rufina Ludwiczak
Rufina Stella Ludwiczak (ur. 23 lipca 1906 w Poznaniu, zm. 14 sierpnia 2001 tamże) – polska farmaceutka, chemik, nauczyciel akademicki Uniwersytetu Poznańskiego i Akademii Medycznej w Poznaniu, posłanka na Sejm PRL III kadencji.

## Rodzina
Córka Ignacego (krojczy) i Konstancji Kurczewskiej (krawcowa). Jej ojciec, dzięki zapobiegliwości swoich rodziców (Jan i Salomea z Pawelów) ukończył Królewskie Gimnazjum im. Augusty Wiktorii. Od 1912 miał własny sklep krawiecki. Rufina miała czworo rodzeństwa: Witalisa, Zdobysława, Kazimierę i Bogdana. Jej stryjem był ks. Antoni Ludwiczak. W czasie Wielkiej Wojny ojciec został powołany do wojska i przebywał na froncie wschodnim, w związku z czym zlikwidowano sklep. Powrócił już po wybuchu powstania wielkopolskiego.

## Wykształcenie i praca zawodowa
Od 1913 uczęszczała do Prywatnej Wyższej Szkoły Żeńskiej Mathilde Wegener. Oficjalną edukację uzupełniała na nieformalnych spotkaniach, gdzie uczyła się religii, języka polskiego. Należała też do tajnej drużyny harcerskiej im. Emilii Plater. W czasie wojny nauka odbywała się w budynku technikum budowlanego. Po wybuchu powstania rozpoczęto naukę w języku polskim, ale na wiosnę 1919 szkołę zlikwidowano. Stąd od jesieni tego roku Rufina uczęszczała do Państwowej Uczelni Żeńskiej im. Dąbrówki w Poznaniu. Tutaj szczególną rolę w jej edukacji odegrała nauczycielka chemii – Eufemia Mendlewska. Od 1925 do 1932 studiowała w Poznaniu chemię. Pracę magisterską (O kupreidynie i niektórych jej pochodnych) napisała u prof. Jerzego Suszki. W 1932 podjęła pracę na Uniwersytecie Ludowym w Dalkach, gdzie nauczała języka polskiego, chemii, fizyki, śpiewu, grała na fisharmonii. Jednak prof. Suszko zachęcił ją do pracy naukowej. Od 1933 była asystentką-wolontariuszką w Zakładzie Chemii Organicznej Uniwersytetu Poznańskiego. W 1936 obroniła doktorat (O nowych przekształceniach chinidyny pod wpływem kwasu siarkowego), otrzymując zań srebrny medal macierzystej uczelni. Przed II wojną światową otrzymała od Polskiej Akademii Umiejętności nagrodę pieniężną.
Po wybuchu wojny, mimo gotowości do pracy naukowej, nie mogła jej kontynuować na skutek zakazu niemieckich władz okupacyjnych. Pod koniec 1939 została wysiedlona do Ostrowca Świętokrzyskiego, zabierając ze sobą notatki i wyniki eksperymentów przeprowadzanych w ramach habilitacji. Już w styczniu 1940 sprowadził ją do Krakowa prof. Suszko. Tutaj w tym samym miesiącu podjęła pracę w fabryce chemicznej „Fluor”. Od jesieni nauczała chemii w Żeńskiej Szkole Ekonomiczno-Handlowej w Krakowie (zamknięta w 1941). Następnie uczyła w Państwowej Szkole Chemotechników. Kiedy Niemcy utworzyli laboratorium badania przetworów ogrodnictwa – podjęła tam pracę z prof. Suszko (badano m.in. jakość marmolad i win, tych pierwszych do badań zużywano niewiele – resztę zabierano dla rodziny). Tutaj prowadzono tajne nauczanie dla studentów farmacji i medycyny z Uniwersytetu Jagiellońskiego i Uniwersytetu Ziem Zachodnich, w które Ludwiczak włączyła się w roku akademickim 1944/1945.
Wiosną 1945 wróciła do Poznania. W 1945 uzyskała habilitację. W 1945-1946 prowadziła wykłady z chemii środków spożywczych. Od 1945 do 1948 była też zastępcą profesora w Akademii Handlowej w Poznaniu i kierownikiem Katedry i Zakładu Technologii i Towaroznawstwa tamże. W 1948 wyjechała na pobyt naukowy do Glasgow. W 1948 została kierownikiem Katedry Chemii Organicznej i Biologicznej Wydziału Farmaceutycznego Uniwersytetu Poznańskiego (kuratorem do czasu jej powrotu w 1949 był prof. Suszko). Wydział Farmaceutyczny został od 1950 przeniesiony na Akademię Medyczną w Poznaniu. W 1952 była prodziekanem tego wydziału, od 1952 do 1962 i w 1966 – dziekanem. Funkcję prorektora ds. nauki pełniła w latach 1962–1965. Przez wiele lat zasiadała w Senacie Akademii Medycznej.
Od 1948 była profesorem nadzwyczajnym, a od 1966 – zwyczajnym. W 1976 przeszła na emeryturę. Jest pochowana na Cmentarzu Junikowskim.
W latach 1961–1965 jako bezpartyjna pełniła mandat posłanki na Sejm PRL z okręgu Poznań, gdzie należała do Komisji Zdrowia i Kultury Fizycznej.
Została odznaczona Złotym Krzyżem Zasługi i Krzyżem Oficerskim Orderu Odrodzenia Polski.